# Bruce Balan
 (octobre 2013).
Pour les articles homonymes, voir Balan.
Œuvres principales
- Série Cyber.kdz

Bruce Balan, né le 2 octobre 1959 à Long Beach, est un écrivain américain auteur de plusieurs romans pour la jeunesse.

## Biographie
Après avoir effectué ses études primaires en Californie, il rejoint l'Université de Californie à Santa Cruz en 1977 pour suivre des études de physique et d'histoire grecque puis la San Francisco State University, d'où il sort en 1981 avec un BA de producteur pour radio et télévision.
Il publie son premier roman, The Cherry Migration, en 1988 alors qu'il vit à Londres. Il retourne ensuite aux États-Unis où il continue à écrire tout en poursuivant une carrière de développeur de logiciels. Il fonde sa propre compagnie qu'il quitte en 1993 pour se consacrer à l´écriture
Il fait partie de la direction de la Society of Children’s Book Writers and Illustrators (SCBWI) pour laquelle il a servi pendant cinq ans comme conseiller technique.

## Œuvres

### SérieCyber.kdz
Cette série est restée inachevée à cause de soucis d'éditeur.
1. Pirates poursuites, Pocket Jeunesse, 1999 ((en) In Search of Scum, Avon Books, 1997), trad. Évelyne Châtelain  (ISBN 2-266-08444-5)
2. (en) A Picture's Worth, Avon Books, 1997
3. Alerte à la NASA, Pocket Jeunesse, 1999 ((en) The Great NASA Flu, Avon Books, 1997), trad. Nathalie Costes  (ISBN 2-266-08443-7)
4. (en) Blackout in the Amazon, Avon Books, 1997
5. (en) In Pursuit of Picasso, Avon Books, 1998
6. (en) When the Chips Are Down, Avon Books, 1998

### Romans indépendants
- (en) The Cherry Migration, Green Tiger Press, 1988
- (en) Jeremy Quacks, Picture Book Studios, 1989
- (en) What I saw at Sea, All Books for Children, 1991
- L'Élan en chemise de nuit, L'École des loisirs, 1991 ((en) The Moose in the Dress, All Books for Children, 1991), trad. Denise Teasdale  (ISBN 2-211-03613-9)
- (en) Pie in the Sky, Viking, 1993
- (en) Buoy - Home at Sea, Viking, 1998[4]
- (en) Lines in the Sand, Mary Hoffman and Rhiannon Lassiter, 2003
- (en) Cows Going Past, Lauri Hornik, 2005[5]